# Internacional de Madrid
Maillots
Le DUX Internacional de Madrid, plus connu comme Internacional de Madrid ou Inter de Madrid, est un club espagnol de football basé à Villaviciosa de Odón (Communauté de Madrid). Fondé en 2002, le club disparaît en 2022 à cause de problèmes financiers.

## Histoire
En 2002, un groupe d'hommes d'affaires passionnés par le football a fondé le club, avec le nom officiel le plus long du football espagnol ("Sección de Acción Deportiva Club de Fútbol Internacional de Madrid Deportes Sociedad Limitada"), et sans avoir aucune relation avec les clubs madrilènes historiques de l'Internacional Football Club ou de l'Inter Futsal. L'équipe commence par concourir dans la troisième division régionale de Madrid, et joue ses matchs sur le terrain de football du centre omnisports du quartier d'Orcasitas. L'équipe a joué quelques saisons dans la Dehesa de la Villa, sur le terrain de San Federico (en absorbant le club de San Federico) et a ensuite déménagé son siège à Moraleja de Enmedio, obtenant sa promotion en Tercera División en 2010.
Après une spectaculaire saison 2017-18, dirigée par son entraîneur Fran Garrido et son capitaine Tello, le club remporte le groupe VII de la Tercera División. Il obtient sa promotion en battant le Club Deportivo Tenerife "B", et commence la saison 2018-19 dans la Segunda División B.
Le 30 juin 2020, l'équipe eSports espagnole, « DUX Gaming », qui compte parmi ses investisseurs les footballeurs Thibaut Courtois et Borja Iglesias, est devenue copropriétaire du club, changeant le nom en « DUX Internacional de Madrid ». Cette même année, ils ont déménagé leur siège dans la municipalité madrilène de Villaviciosa de Odón.
Le 15 janvier 2021, le club recrute David Barral et entre dans l'histoire du football car il s'agit du tout premier transfert réalisé grâce à une Cryptomonnaie.